# Casa al carrer Dalmau de Creixell, 4 (Borrassà)
La Casa al carrer Dalmau de Creixell, 4 és una obra de Borrassà (Alt Empordà) inclosa a l'Inventari del Patrimoni Arquitectònic de Catalunya.

## Descripció
Edifici entre mitgeres situat al carrer que porta a Creixell de grans dimensions. És una casa que ha estat rehabilitada recentment, però encara conserva l'estructura original i alguna de les seves obertures. La casa és de planta baixa, un pis i golfes, amb coberta a dues vessants de teula i amb una gran terrassa al primer pis. Les obertures de la casa són en arc rebaixat i emmaonades exceptuant la porta d'accés en arc rebaixat i carreuada. A la dovella clau hi trobem inscrita la data 1883. Les cantonades conserven carreus A les cantonades, es poden veure els carreus que s'han deixat a la vista tot i l'arrebossat de la façana. També cal tenir en compte la balconada del primer pis de ferro forjat.